# Hạt giống của Giải vô địch bóng đá thế giới 2018
Lễ bốc thăm cho giải vô địch bóng đá thế giới 2018 đã diễn ra vào ngày 1 tháng 12 năm 2017 tại Cung điện nhà nước Kremlin ở Moskva, Nga. Nó được xác định bảng mà trong đó mỗi đội trong số 32 đội tuyển quốc gia đủ điều kiện sẽ chơi trong lúc bắt đầu của giải đấu. Các đội tuyển đã được chia thành bốn nhóm 8 đội, có một đội tuyển được lựa chọn từ mỗi nhóm để tạo thành một bảng.
Không giống như các lần trước của giải vô địch bóng đá thế giới, tất cả các nhóm đã được xác định bởi thứ hạng của mỗi đội tuyển quốc gia trên bảng xếp hạng thế giới FIFA tháng 10 năm 2017, với Nhóm 1 có chứa các đội tuyển được xếp hạng cao nhất, Nhóm 2 có chứa các đội tuyển được xếp hạng cao nhất tiếp theo, và như vậy; trong các lần trước đó chỉ có một nhóm có chứa các đội tuyển được xếp hạng cao nhất đã được xác định bởi xếp hạng, với ba nhóm khác được xác định bởi liên đoàn lục địa. Chủ nhà được tiếp tục được đặt trong nhóm 1 và được coi là một đội tuyển được hạt giống, do đó, Nhóm 1 được bao gồm chủ nhà Nga và 7 đội tuyển được xếp hạng cao nhất rằng đủ điều kiện cho giải đấu.
Lễ bốc thăm liên tục được bắt đầu với nhóm 1 và được kết thúc với nhóm 4.
Như với các lần trước đó, không có bảng có nhiều hơn một đội từ bất kỳ liên đoàn lục địa nào ngoại trừ của UEFA, mà phải có ít nhất một đội, nhưng không có nhiều hơn hai đội trong một bảng.

## Hạt giống
Tất cả các đội tuyển đã được hạt giống sử dụng bảng xếp hạng thế giới FIFA tháng 10 năm 2017, số được hiển thị trong dấu ngoặc đơn, đã được phát hành vào ngày 16 tháng 10 năm 2017.
| Nhóm 1             | Nhóm 2          | Nhóm 3          | Nhóm 4           |
| ------------------ | --------------- | --------------- | ---------------- |
| Nga (chủ nhà) (65) | Tây Ban Nha (8) | Đan Mạch (19)   | Serbia (38)      |
| Đức (1)            | Perú (10)       | Iceland (21)    | Nigeria (41)     |
| Brasil (2)         | Thụy Sĩ (11)    | Costa Rica (22) | Úc (43)          |
| Bồ Đào Nha (3)     | Anh (12)        | Thụy Điển (25)  | Nhật Bản (44)    |
| Argentina (4)      | Colombia (13)   | Tunisia (28)    | Maroc (48)       |
| Bỉ (5)             | México (16)     | Ai Cập (30)     | Panama (49)      |
| Ba Lan (6)         | Uruguay (17)    | Sénégal (32)    | Hàn Quốc (62)    |
| Pháp (7)           | Croatia (18)    | Iran (34)       | Ả Rập Xê Út (63) |

| AFC CAF | CONCACAF CONMEBOL | UEFA |

## Bốc thăm chung kết
|        | 1          | 2           | 3          | 4        | Tổng số điểm |
| ------ | ---------- | ----------- | ---------- | -------- | ------------ |
| Bảng A | Nga        | Ả Rập Xê Út | Ai Cập     | Uruguay  | 2,991        |
| Bảng B | Bồ Đào Nha | Tây Ban Nha | Maroc      | Iran     | 4,128        |
| Bảng C | Pháp       | Úc          | Perú       | Đan Mạch | 4,101        |
| Bảng D | Argentina  | Iceland     | Croatia    | Nigeria  | 4,099        |
| Bảng E | Brasil     | Thụy Sĩ     | Costa Rica | Serbia   | 4,415        |
| Bảng F | Đức        | México      | Thụy Điển  | Hàn Quốc | 4,151        |
| Bảng G | Bỉ         | Panama      | Tunisia    | Anh      | 3,953        |
| Bảng H | Ba Lan     | Sénégal     | Colombia   | Nhật Bản | 3,944        |

Theo bảng xếp hạng FIFA, bảng mạnh nhất là E (kết hợp cho 4415 điểm), tiếp theo là F (4151), B (4128), C (4101), D (4099), G (3953), H (3944) và kém nhất là quốc gia chủ nhà bảng A (2991).